# سرود کریسمس
سرود کریسمس (به انگلیسی: A Christmas Carol) نام یک رمان کوتاه نوشته چارلز دیکنز، نویسندهٔ اهل بریتانیا است.
این کتاب در کریسمس ۱۸۴۳ به چاپ رسید. در این کتاب شخصیت اصلی یعنی ابنیزر اسکروج که مردی ثروتمند ولی خسیس و سنگدل است به کمک روح دوستش مارلی وسه روح کریسمس دگرگون می‌شود. او پس از دیدن رنج مردم تبدیل به مردی سخاوتمند می‌شود که همگان او را دوست دارند.

## خلاصه

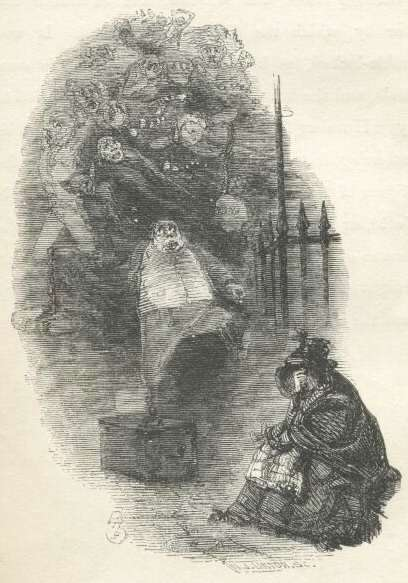
سرود کریسمس - ارواح رباخواران رفته

پیرمردی تنها در شهری کوچک به تجارت مشغول بود که در خساست، شهره همگان بود. روز پیش از کریسمس تنها خواهرزاده پیرمرد به دفتر کار او آمد و او را برای مهمانی شب کریسمس دعوت کرد. پیرمرد که عاری از هرگونه احساسات و عواطف بود دعوت او را رد کرد و این کار را مزخرف و بیهوده خواند؛ و در آخر دیدارشان تنها کارمند خود را مجبور ساخت تا در روز کریسمس به دفتر آمده و مشغول کار شود. پس از تاریک شدن هوا به منزل رفت و در آنجا حضور کسی را حس کرد. روح شریک و دوستش به سراغش آمده بود و حامل پیامی برای او بود. پیغام او این بود که امشب ۳ روح به ملاقات اسکروچ خواهند آمد و هرکدام پیامی برای او دارند و سپس ناپدید شد.
اسکروچ که در حالت شوک و اضطراب بود حرف او را باور نکرد؛ ولی هنگامی که ساعت بزرگ شهر به صدا درآمد روح اول به سراغش آمد؛ و از او خواست تا همراهش بیاید. آن روح اسکروچ را به گذشته برد. کودکی و نوجوانی و جوانی که در آن دوران او فردی شاد بود که همراه با اطرافیانش در انتظار کریسمس بودند. پس از آن به اتاق برگشتند و روح ناپدید شد و اسکروچ همراه با ترس و اضطراب منتظر روح‌های دیگر ماند.
پس از به صدا درآمدن ساعت شهر روح دیگری ظاهر شد و او نیز از اسکروچ خواست با او همراه شود. آن‌ها به سراغ خیابان‌ها مغازه‌ها و حتی کشتی‌هایی که در اقیانوس‌ها بودند رفتند و در همه آن‌ها مردم غرق در شادی و نشاط بودند. پس از آن به خانه خواهرزاده اسکروچ رفتند در آنجا مهمانی با شکوهی برپا بود. اگر چه کسی حضور اسکروچ را حس نمی‌کرد؛ اما او با افراد داخل خانه در جشنشان همراه بود و برای لحظه ای دلش خواست که واقعاً در آن مهمانی حاضر باشد و حتی دید با اینکه در آن مهمانی واقعاً حضور ندارد افراد آنجا به یادش هستند. پس از آن به خانه باب کراچیت تنها کارمند اسکروچ رفتند. خانه‌ای کوچک ولی با شادی فراوان که همه انتظار کریسمس و شام بوقلمون را می‌کشیدند.
باب کراچیت فرزندان بسیاری داشت اما «تیم» فرزند کوچک او گویی روح خانه با قلبی مهربان اما بیمار بود. اسکروچ دید پس از شام خانواده کراچیت او را از یاد نبرده‌اند و برای سلامتی او دعا می‌کنند همانگونه که خواهرزاده اش او را در مهمانی فراموش نکرده بود. او سخت منقلب شده بود. روح به او گفت که وقت رفتن شده‌است و او را به اتاقش بازگرداند. اکنون اسکروچ درسش را آموخته بود و دوست نداشت روح سوم را ملاقات کند چون می‌دانست آن روح آینده است. اما با صدای زنگ ساعت روح سوم ظاهر شد و بدون هیچ حرفی به اسکروچ اشاره کرد که همراه او برود. آن‌ها به خانه‌ای در قسمت فقیرنشین شهر رفتند.
در آنجا چند نفر نشسته بودند و راجع‌به وسایل دزدیده شده از خانه فردی که به تازگی مرده بود صحبت می‌کردند که آن منزل اسکروچ بود. وحشت او را فرا گرفته بود. روح او را به خیابان‌های شهر برد نزد ۲ تاجر که اسکروچ احترام خاصی برای آن‌ها قائل بود اما در کمال تعجب دید که آن‌ها نسبت به شنیدن خبر مرگ یکی از تاجرهای شهر کلا بی‌تفاوت هستند. روح اسکروچ را به خانه‌اش برد و در آنجا فردی روی تخت خوابیده بود و ملحفه ای بر رویش کشیده شده بود روح به او اشاره کرد که ملحفه را کنار بزند اما اسکروچ با وحشت فراوان از این کار سرباز زد. روح او را به خانه باب کراچیت برد در آنجا فهمید فرزند کوچک آن‌ها تیم در اثر بیماری مرده‌است و ان خانواده سخت متأثر هستند. اما باب کراچیت خبری برای خانواده خود داشت. خواهرزاده اسکروچ که باب را فقط یکبار در دفتر کار دایی خود دیده بود به او پیشنهاد یک کار خوب را داده و حالا فرزند بزرگ باب می‌تواند مشغول به کار شود. این خبر آن خانواده را بسیار خوشحال کرد.
روح دوباره اسکروچ را به خانه‌اش برد و دوباره از او خواست ملحفه روی جنازه را کنار بزند و چهره آن را ببیند؛ ولی هرچه اسکروچ مقاومت کرد که این کار را انجام ندهد نتوانست روح را منصرف کند؛ و در نهایت مجبور شد ملحفه را کنار بزند. با کنار زدن ملحفه همراه با ترس فراوان حس کرد از خواب بیدار شده‌است.
خود را روی تخت خوابش دید. به کنار پنجره رفت به ساعت نگاه کرد تازه سرشب بود. از اینکه فهمیده بود همه اتفاقات را در خواب دیده‌است بسیار خوشحال شد. پسرکی را در خیابان دید و به ازای مبلغی پول از او خواست به مغازه بوقلمون‌فروشی برود و یک بوقلمون خریده و به خانه باب کراچیت بفرستد. سپس آماده شد و به خانه خواهرزاده‌اش رفت و در مهمانی او شرکت کرد. در بین راه افرادی را دید که برای خیریه کمک جمع می‌کنند. به آن‌ها مبلغ زیادی کمک کرد به‌طوریکه آن‌ها از اینکار پیرمرد در تعجب بودند.
فردای کریسمس به دفتر کار خود رفت. باب با تأخیر به دفتر رسید و انتظار سرزنش داشت. اما دید که اسکروچ حقوقش را افزایش داده و به او کریسمس را تبریک گفت. از این به بعد برای تیم کوچولو مانند پدری دیگر بود و با کمک‌های او باعث شد تیم کوچولو زنده بماند.
آن خواب زندگی اسکروچ را تغییر داد. از آن روز دیگر هیچ‌کس اسکروچ را پیرمردی عبوس و خسیس و بی‌احساس نمی‌دانست و همه نام او را تا سال‌های سال به نیکی یاد می‌کردند.

## نمایش
چارلز دیکنز به غیر از اینکه یکی از بهترین رمان‌نویسان سده ۱۹ (میلادی) باشد هنرپیشه و کارگردان تئاتر هم بود. خود دیکنز، نمایش سرود کریسمس را به صورت تک‌نفره در سراسر بریتانیا اجرا کرد. این بازی او در ۳۸ نقش، مورد ستایش بسیار قرار گرفت.

## اسکروج واقعی

### نام اسکروج
گفته می‌شود چارلز دیکنز هنگامیکه در ژوئن ۱۸۴۱ در حالیکه گورستان کنون‌گیت در ادینبرا قدم می‌زد به سنگ‌قبری برخورد که نام «ایبنزر لنوکس اسکروج» و mealman (فروشندهٔ مواد‌ غذایی) روی آن نوشته شده بود. اما دیکنز آنر به اشتباه mean man (مرد بدجنس) خواند. بعد‌ها در یادداشت‌های خود نوشت: «اینکه تا ابد تنها یادگاری که از انسان بماند بدجنسی و آزمندی باشد روشن‌ترین گواه زندگی بیهوده و بر‌باد‌رفته است».
اسکروج واقعی بازرگانی بوده که با واردات شراب و صادرات ویسکی شهرتی به هم می‌زند و پشتیبانی دربار بریتانیا را بدست می‌آورد. تا جایی که برای دو سال، نماینده اعیان ادینبرا در مجلس اعیان بریتانیا می‌شود. او فردی خوش‌مشرب و کمی حقه‌باز بود. او یکی دو بار هم به زنان، دست‌درازی کرده‌است. او به احتمال زیاد از یکی از خدمتکار‌هایش هم سؤاستفاده می‌کرده و فرزندی خارج از ازدواج داشته است. قبر اسکروج در جریان بازسازی گورستان کنون‌گیت در سال ۱۹۳۲ گم شد.

### شخصیت اسکروج

#### جان الویس
به نظر می‌رسد چارلز دیکنز شخصیت خسیس اسکروج را از روی جان الویس (۱۷۸۹–۱۷۱۴) نماینده مجلس عوام بریتانیا از حوزه بارکشر الهام گرفته باشد. با اینکه جان الویس اهل خانواده‌ای ثروتمند و سرشناس بود اما همه، او را به خاطر خساست می‌شناختند. آشنایی دیکنز با جان الویس به کتاب زندگی جان الویس آخر نوشته «ادوارد تاپهام» در سال ۱۷۹۰ بازمی‌گردد. این کتاب با ۱۲ سری چاپ، پرفروش‌ترین کتاب زمانه خود بود و «الویس خسیس» را به عنوان نماد خساست معرفی و ثبت کرد. ادوارد تاپهام می‌نویسد: «او داوطلبانه خود را از همه راحتی‌های زندگی زمینی منع می‌کرد. زیر باران شدید لندن، پیاده به خانه می‌رفت که مبادا یک شیلینگ خرج درشکه کند یا با لباس خیس می‌نشست تا مبادا آتشی روشن کند و لباس‌هایش را خشک کند. با این که می‌توانست به راحتی گوشت تازه بخرد غذاهای مانده‌ای که با فاسد شدن فقط یک گام فاصله داشتند می‌خورد». این در حالی بود که جان الویس مشاور و وکیل اموال عمویش بود که معادل ۱۸ میلیون پوند ارزش داشت.
البته الویس، گاهی آدم خیرخواه و قابل اعتمادی می‌شد. او گاهی به مردم نیازمند پول نقد می‌داد. خساست جان الویس و خودداری او از خرج کردن پول (حتی برای خودش) باعث شد هنگامیکه در سال ۱۷۸۹ از دنیا برود مبلغی برابر ۲۵ میلیون پوند (امروز) برای فرزندانش به جا گذاشت.

#### گابریل گروب
چارلز دیکنز از یک شخصیت خسیس حقیقی دیگر به نام گابریل گروب (به انگلیسی: Gabriel Grub) نیز الهام گرفته‌است.

## میراث
عبارت "کریسمس مبارک" اولین بار در سال ۱۵۳۴ شکل گرفت اما استفاده دیکنز از این عبارت در سرود کریسمس آن را در بین مردم محبوب کرد. نام "اسکروچ" بعنوان مردی خسیس مورد استفاده قرار گرفت و در سال ۱۹۸۲به فرهنگ انگلیسی آکسفورد اضافه شد.
در اوایل سده نوزدهم جشن کریسمس در انگلیس با شادی دهقانان و افزایش شهرنشینی و صنعتی شدن  همراه بود. دیویس معتقد است که در سرود کریسمس، دیکنز نشان داد که کریسمس را می‌توان با وجود افزایش نوسازی، در شهرها جشن گرفت.
دیکنز از تمرکز بشریت در تعطیلات حمایت می‌کند که بر جنبه‌های مختلف کریسمس مانند اجتماعات خانوادگی، غذاها و نوشیدنی‌های فصلی، رقص، بازی‌ها، و سخاوتمندی که هنوز هم در فرهنگ غربی جشن گرفته می‌شود تأثیر گذاشت.   رونالد هاوتون به عنوان مورخ می‌نویسد که دیکنز "عبادت و جشن را با هم و بستر آشتی اجتماعی پیوند داده‌است".
رمان‌نویس ویلیام دین هاولز، با تجزیه و تحلیل چندین داستان کریسمس دیکنز، از جمله سرود کریسمس، معتقد است که تا سال ۱۸۹۱ «طنز تا اندازه زیادی اسباب‌بازی، شخصیت‌ها تئاتری؛ شوخی پمپاژ؛ روانشناسی معمول؛ جامعه‌شناسی به تنهایی خنده دار» شناخته می‌شد.  نویسنده جیمز جویس در نظر داشت که دیکنز رویکرد کودکی را با سرود کریسمس در پیش گرفت تا بین خوش‌بینی سادهٔ داستان و واقعیت‌های زندگی در آن زمان فاصله ایجاد کند.
روت گلنسی، استاد ادبیات انگلیسی، اظهار می‌دارد که بیشترین تأثیر سرود کریسمس تأثیرگذاری توسط خوانندگان فردی بوده‌است. در اوایل سال ۱۸۴۴ مجله ای ظهور خیرخواهانه در انگلیس را به رمان دیکنز نسبت داد. در سال ۱۸۷۴ رابرت لویی استیونسن پس از خواندن کتاب‌های کریسمس دیکنز، عهد کرد که سخاوتمند باشد و به افراد نیازمند کمک کند. و توماس کارلی پس از خواندن کتاب، از مهمان نوازی مهربانی استقبال کرد. در سال ۱۸۶۷ یکی از تاجران آمریکا کوشید که کارخانه خود را در روز کریسمس تعطیل کند و برای همه کارمندان یک بوقلمون بفرستد در حالی که در سال‌های اولیه سده بیستم ماود ولز - ملکه نروژ - برای فرزندان فلج شده لندن هدیه ای را ارسال کرد که با "عشق کوچک" امضا شده‌است. در نوکلا، نویسنده جی کی چسترتون نوشت: "زیبایی و نعمت داستان … در کوره بزرگی از خوشبختی واقعی که از طریق اسکروچ و همه چیز در اطرافش می‌درخشد قرار دارد. … خواه دیدگاه‌های کریسمس اسکروچ را تبدیل می‌کرد یا نه، آنها ما را تبدیل می‌کردند".
دیویس با تجزیه و تحلیل تغییرات ایجاد شده در اقتباس‌ها با گذشت زمان، تغییراتی را در تمرکز داستان و شخصیت‌های آن مشاهده می‌کند تا بازتاب تفکر جریان اصلی دوره باشد. در حالی که تماشاگران دیکنز این داستان را به عنوان یک تمثیل معنوی اما سکولار تلقی می‌کردند، در اوایل سده بیستم این فیلم تبدیل به یک داستان کودکانه شد، توسط والدینی که والدین خود را به یاد می‌آوردند هنگام کودکی برایشان می‌خواندند. در پیش رو و در طی آن، رکود بزرگ، دیویس تصریح می‌کند که در حالی که برخی داستان را "نفی سرمایه داری می‌دانند، … بیشتر آن را به عنوان راهی برای فرار از واقعیتهای اقتصادی سرکوبگر خواندند. "  نسخه‌های فیلم دهه ۱۹۳۰ در انگلستان و ایالات متحده آمریکا متفاوت بود. فیلم‌های انگلیسی ساخته شده توسط انگلیس حکایت سنتی از این داستان را نشان می‌دادند، در حالی که آثار ساخته شده توسط آمریکا. کراچیت را در نقشی محوری تر نشان داد و از افسردگی ناشی از بانکداران اروپایی فرار کرد و از آنچه دیویس آن را "کریسمس انسان معمولی" می‌نامد تجلیل کرد. در دهه ۱۹۶۰ اسکروج بعضاً به عنوان یک چهره فرویدی با کشتی‌های گذشته خود ترسیم می‌شد. در دهه ۱۹۸۰ او دوباره در دنیای افسردگی و عدم قطعیت اقتصادی قرار گرفت.

## نگارخانه

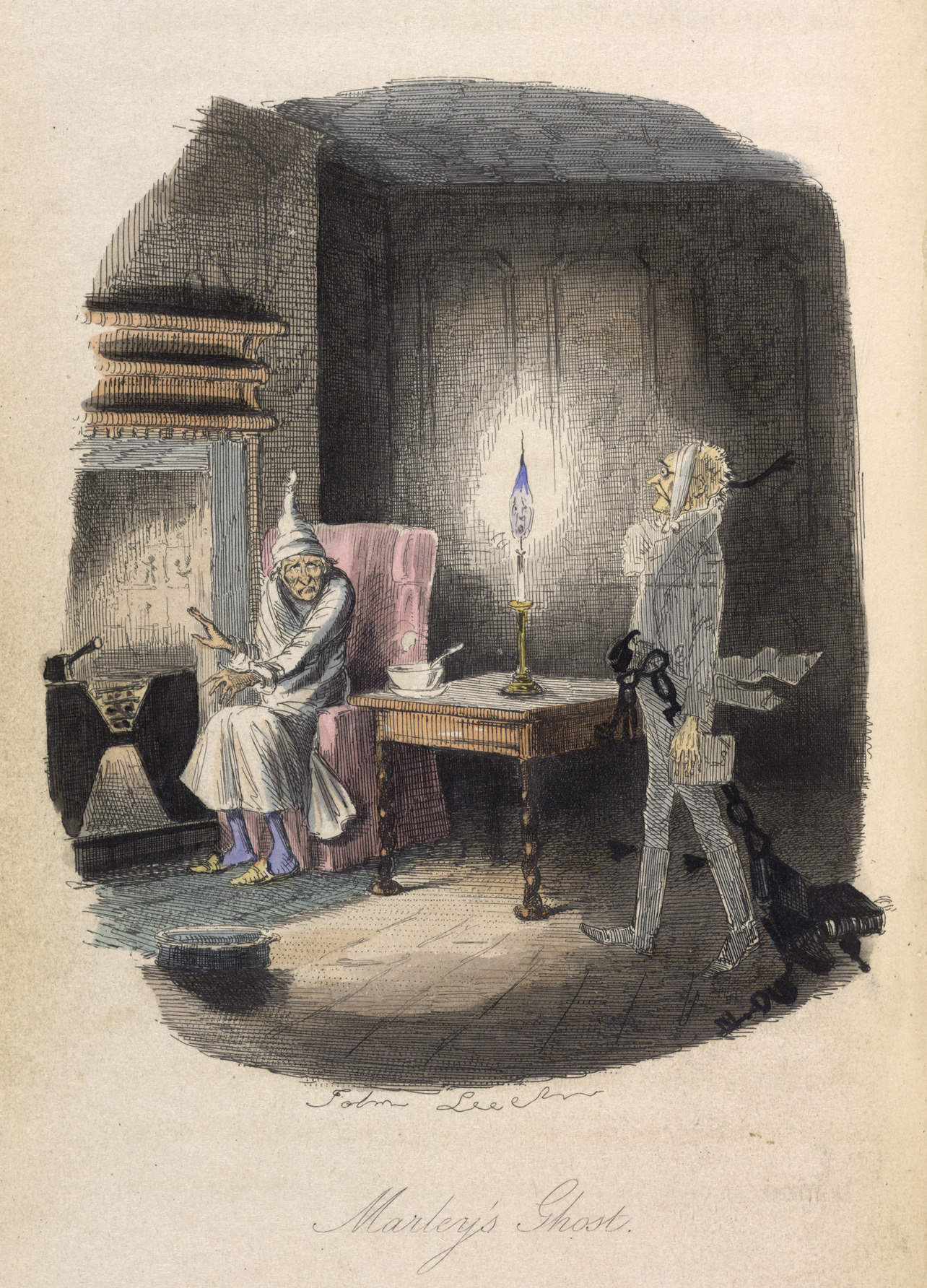
"روح مارلی" ، تصویر اصلی جان لوچ از چاپ سال ۱۸۴۳
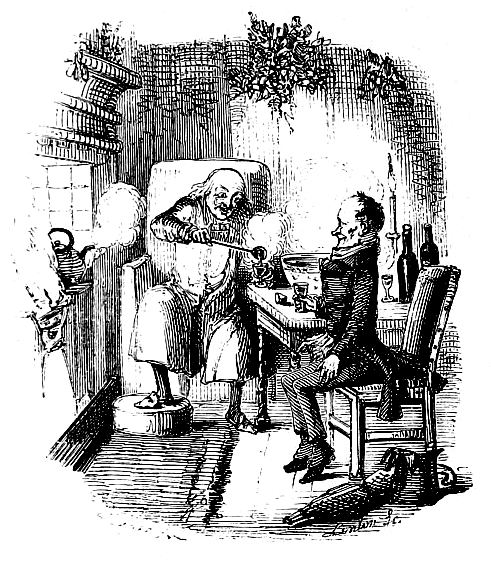
اسکروچ و باب کراچیت  کریسمس را در یک تصویر از غرفه پنج نسخه اصلی یعنی ۱۸۴۳ جشن می‌گیرند.
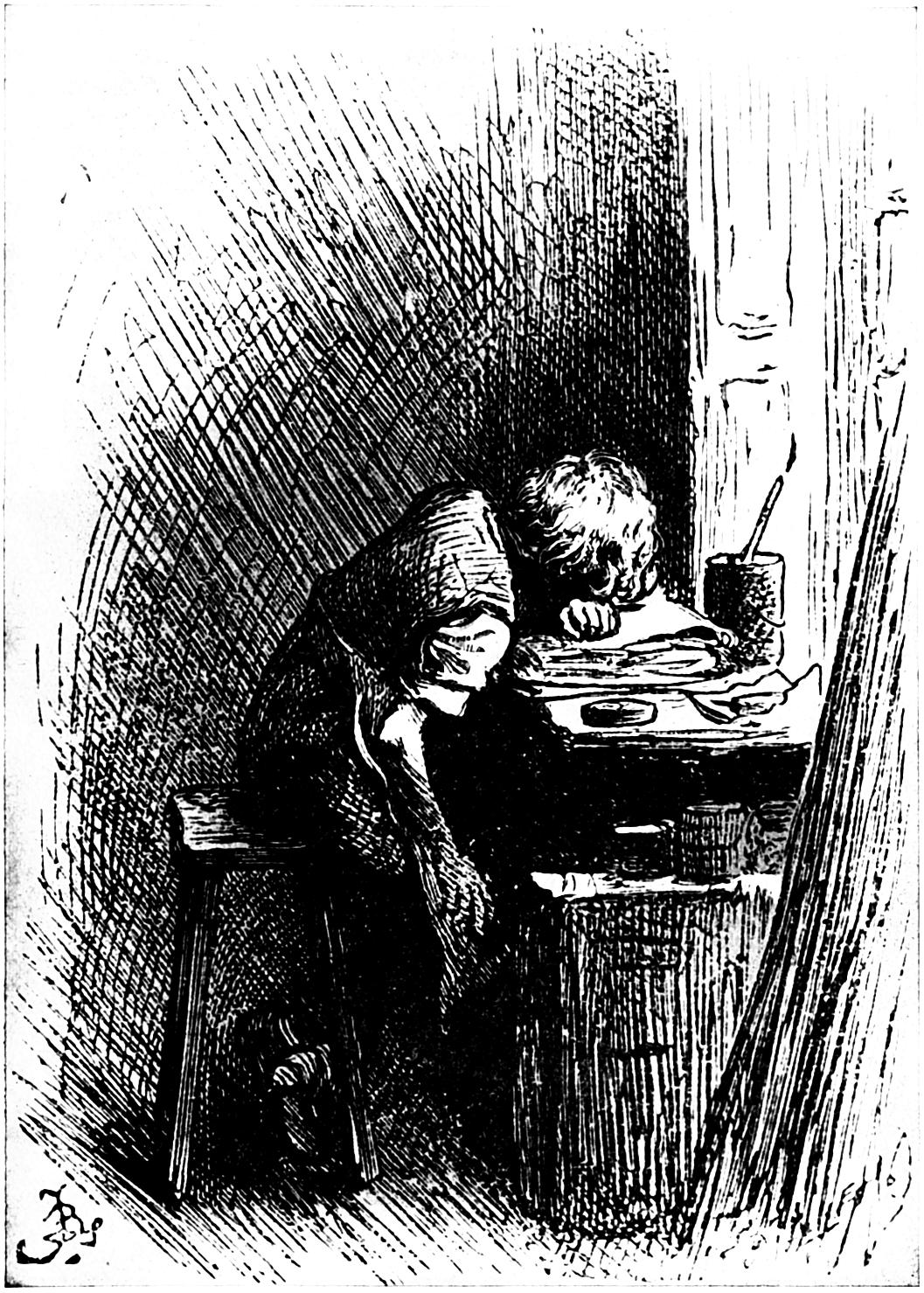
دیکنز در انبار سیاه ، همانطور که توسط فرد بارنارد تصور می‌شود
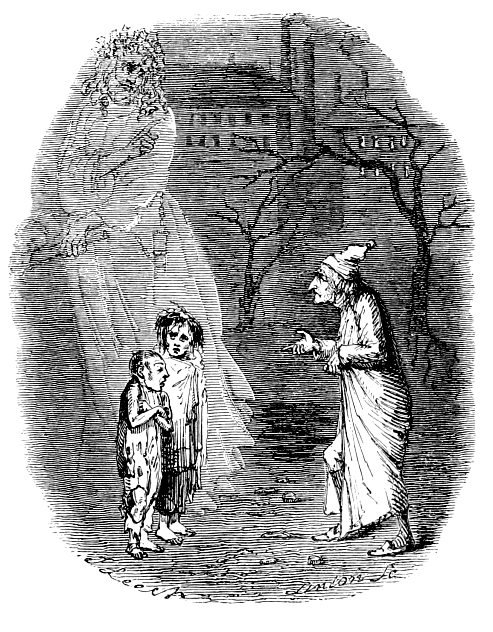
جهل و تحمل از نسخه اصلی ، ۱۸۴۳
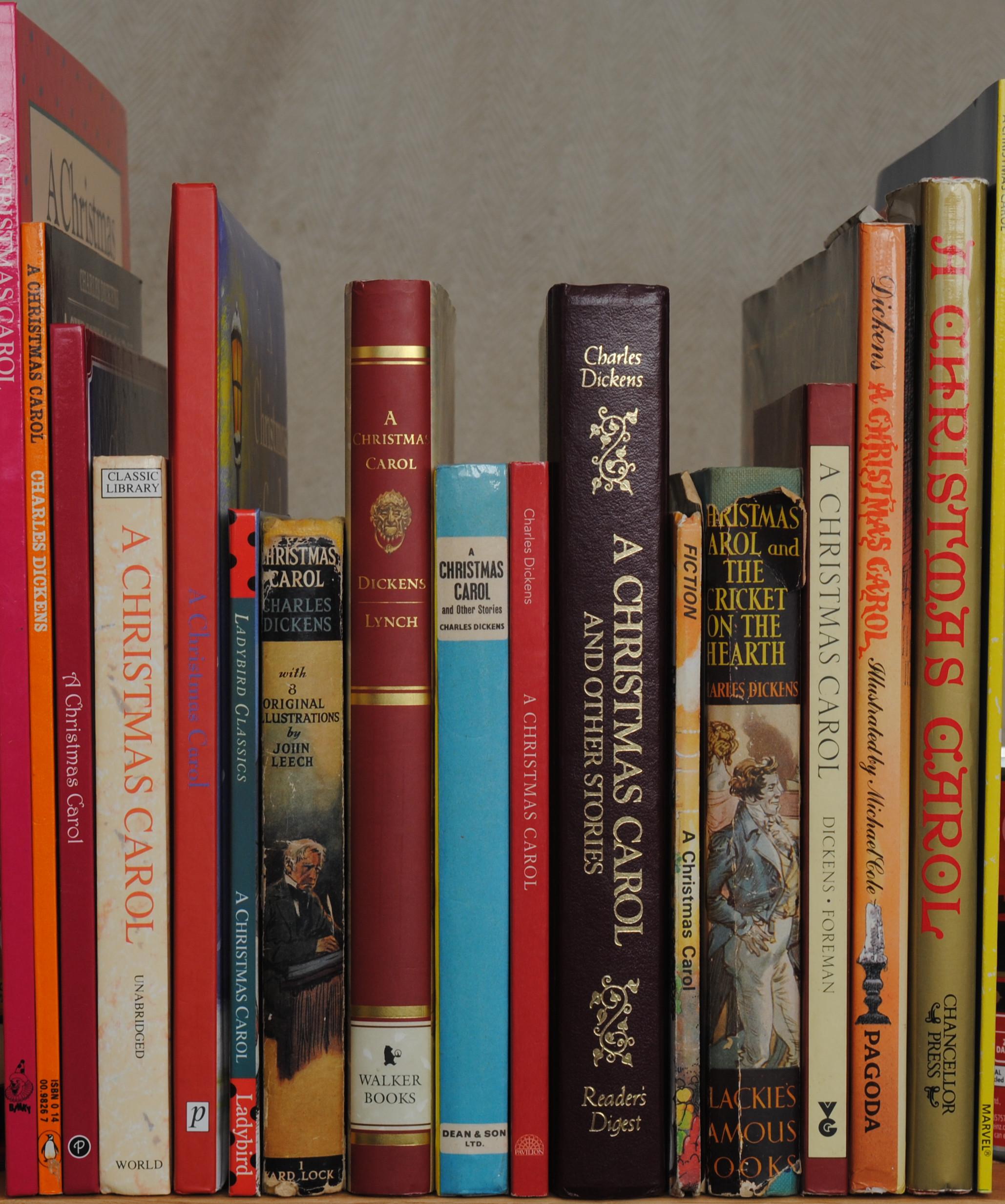
تعداد کمی از نسخه‌های سرود کریسمس
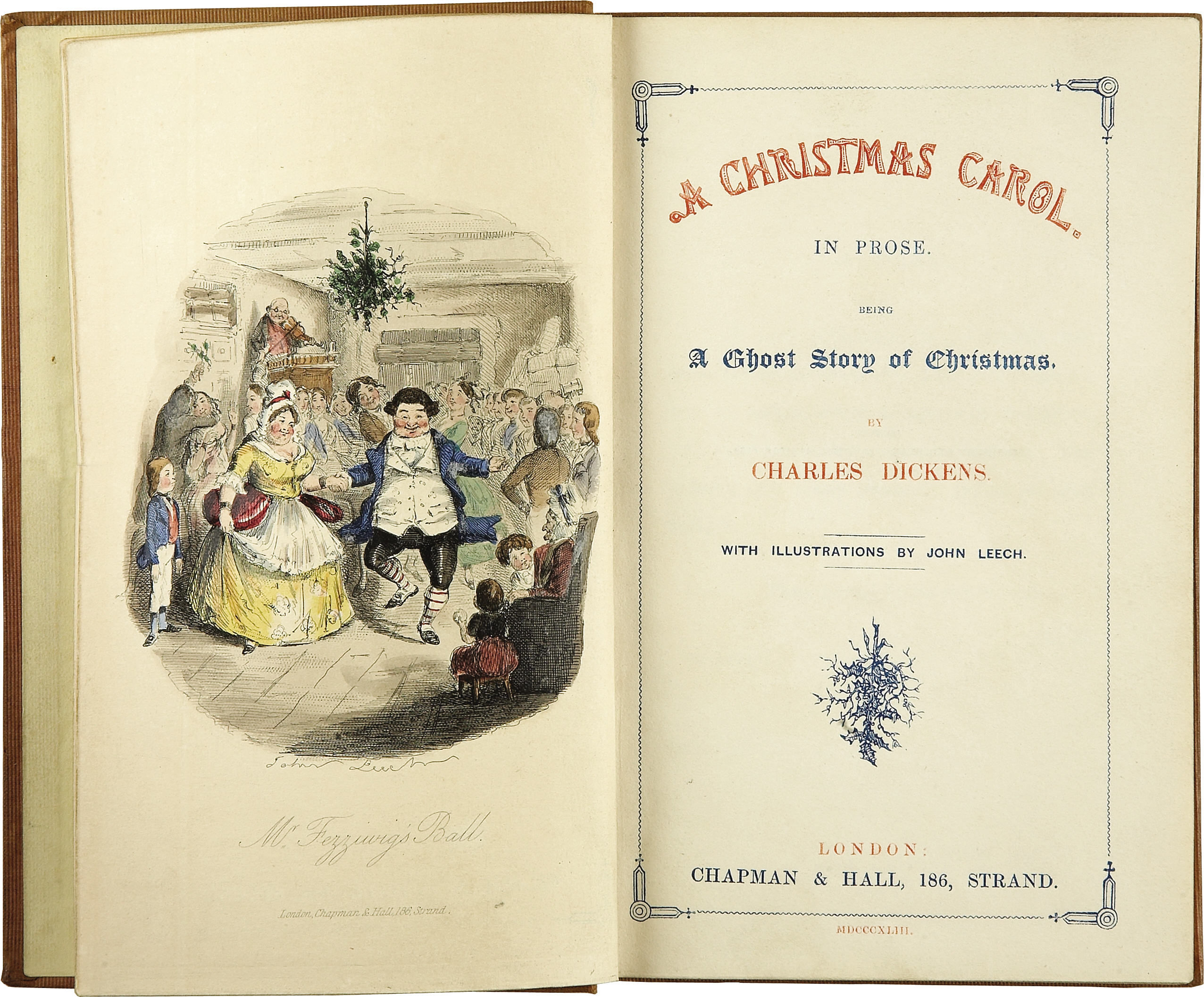
صفحه اول و عنوان نخست (۱۸۴۳)
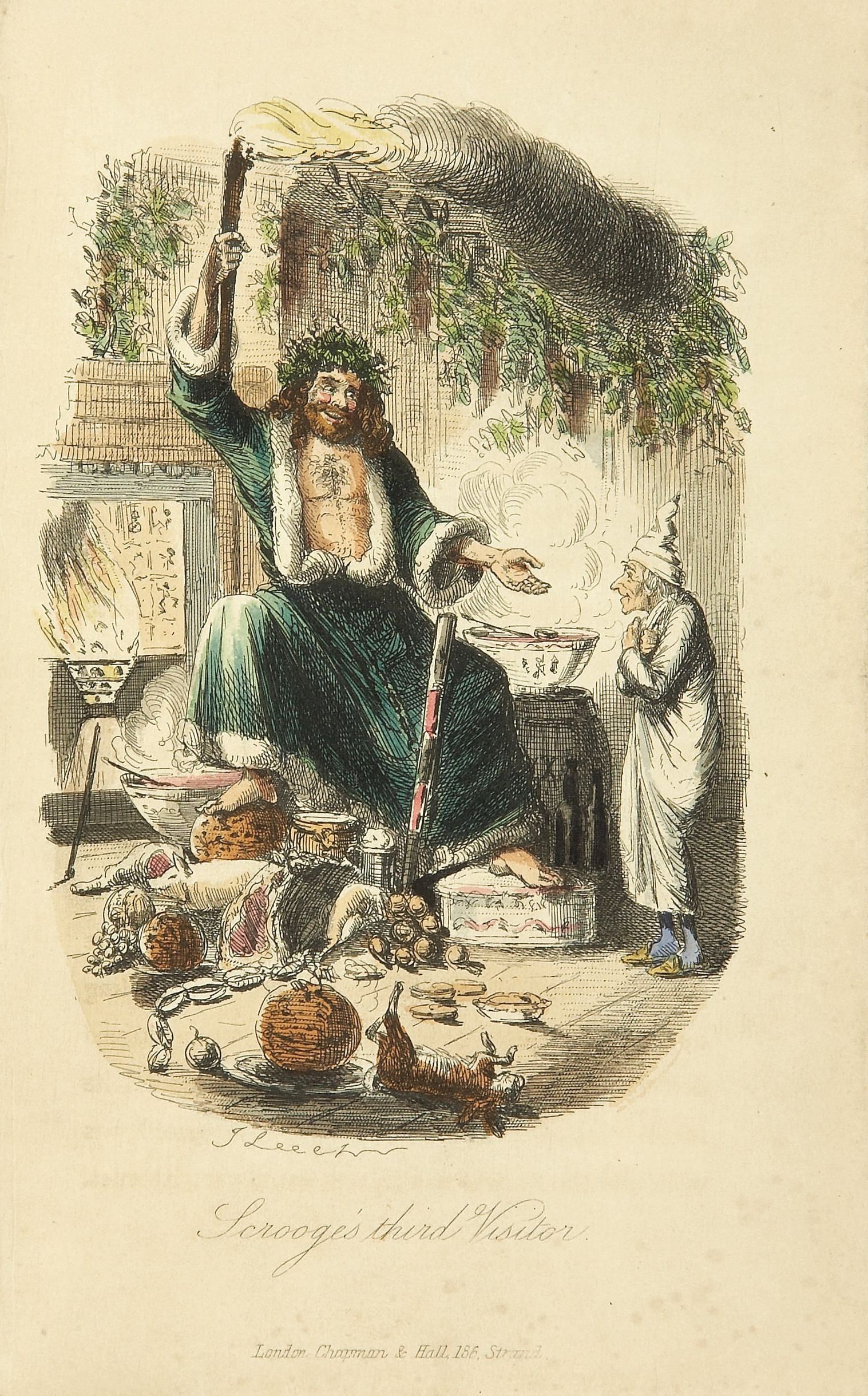
"روح کریسمس امسال" از نسخه اصلی ، ۱۸۴۳
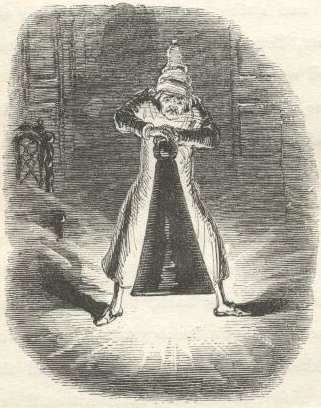
اسکروچ در حال خاموش کردن روح اول